# Haunted Valley

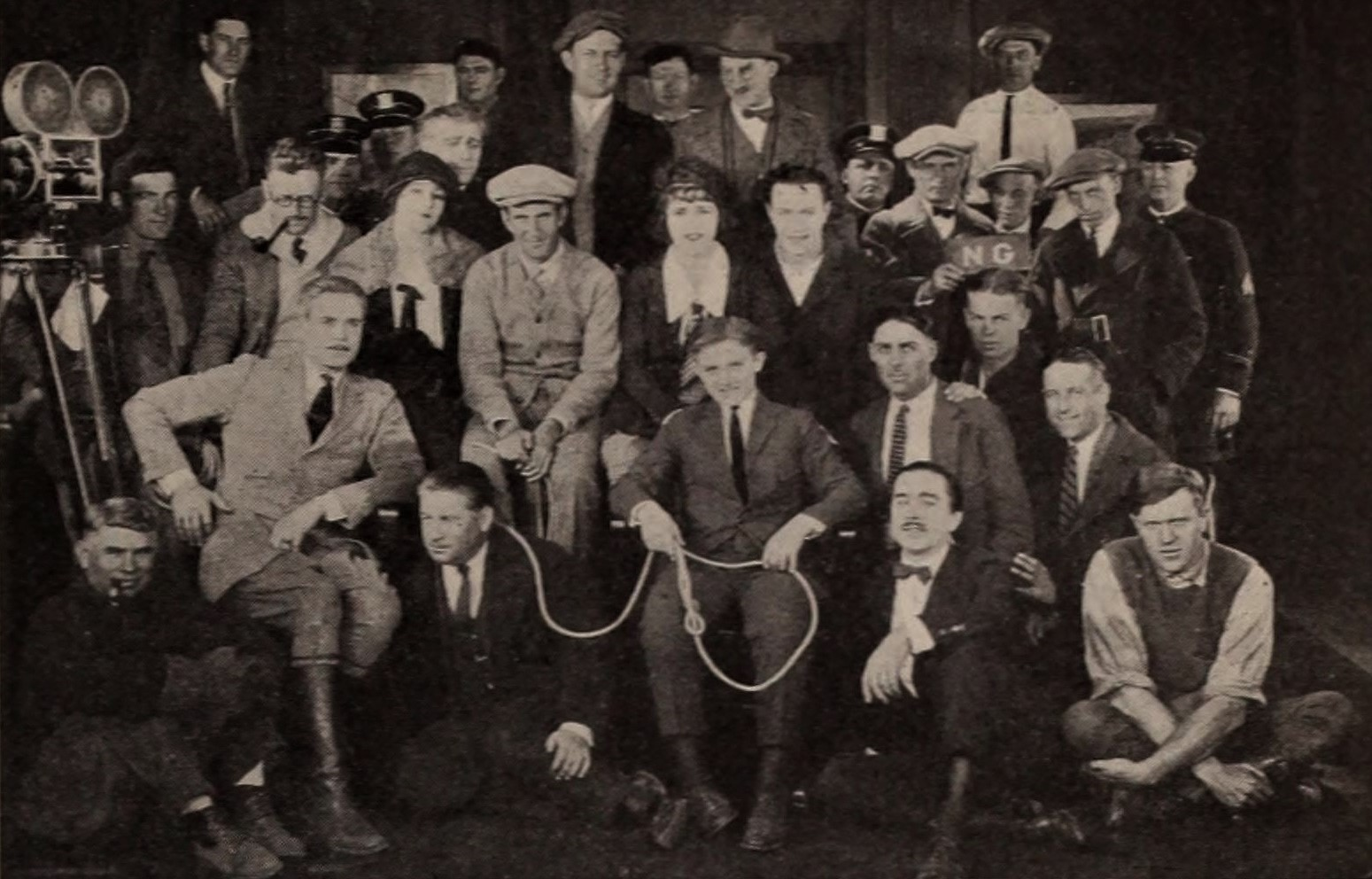
Équipe du film, avec Ruth Roland (au centre), Jack Daugherty, George Marshall (réalisateur), Eulalie Jensen, Frank Leon Smith (scénariste) et Larry Steers (à gauche).

Haunted Valley est un serial américain en quinze épisodes réalisé par George Marshall et sorti en 1923.

## Synopsis
Le président d'une société d'ingénierie engagée dans un projet de construction d'un barrage sur la Lost River dans la « Vallée hantée », contracte un prêt d'un million de dollars sur trois mois auprès d'un supposé ami Harry Mallinson 

## Liste des épisodes
1. Bound to the Enemy
2. Adventure in the Valley
3. Imperiled at Sea
4. Into the Earthquake Abyss
5. The Fight at Lost River Dam
6. The Brink of Eternity
7. The Midnight Raid
8. The Radio Trap
9. The Ordeal of Fire
10. The 100th Day
11. Called to Account
12. Double Peril
13. To Hazardous Height
14. In Desperate Flight
15. Disputed Treasure

## Fiche technique
- Réalisation : George Marshall
- Scénario : Frank Leon Smith
- Montage : Richard C. Currier
- Production : Ruth Roland Serials, Inc., United Studios Inc.
- Distributeur : Pathé Exchange
- Dates de sortie : entre le 6 mai et le 12 août 1923[2].

## Distribution

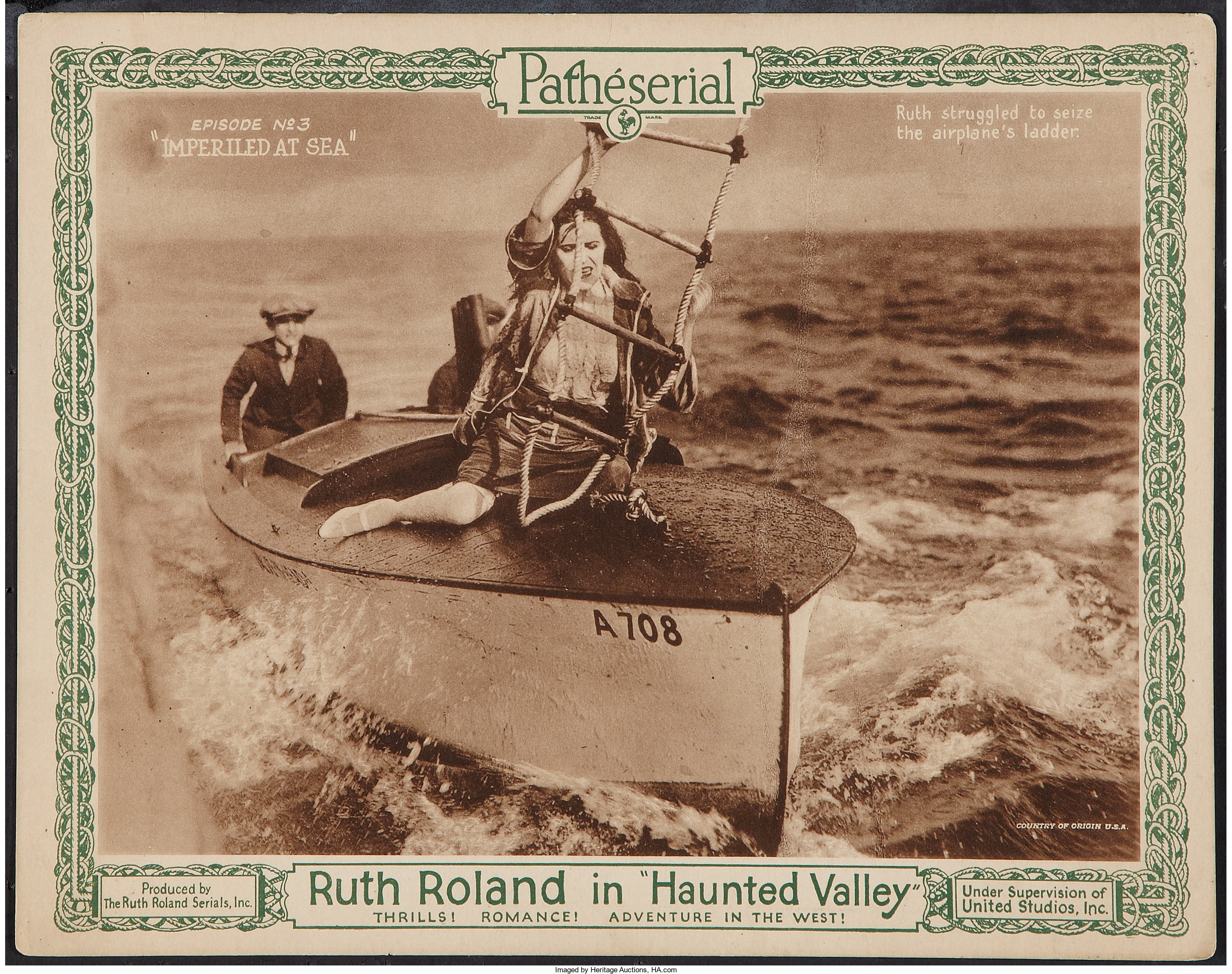
Ruth Roland, carte promotionnelle du film.

- Ruth Roland : Ruth Ranger
- Jack Dougherty : Eugene Craig
- Larry Steers : Henry Mallinson
- Eulalie Jensen : Vivian Delamar
- Aaron Edwards : Denslow
- William Ryno : Weatherby
- Francis Ford : Sharkey
- Edouard Trebaol : Dinny
- Noble Johnson